# 美並村立下川小学校大原分校
美並村立下川小学校大原分校（みなみそんりつ しもかわしょうがっこう　おおはらぶんこう）は、かつて岐阜県郡上郡美並村（現・郡上市）に存在した公立小学校の分校。

## 概要
- 美並村立下川小学校の分校であり、校区は郡上郡美並村大原（旧・郡上郡下川村大原）であった。1970年廃校。
- 校舎は三城小学校大原分教室として、1971年3月25日まで使用された。跡地は村営のひばり幼稚園となった後、2018年現在、美並南部コミュニティセンターとなっている

## 沿革
- 1873年（明治6年）6月 - 大矢村に大矢義校が開校。大矢村、勝原村、福野村の児童が通学する。桂昌庵[注釈 2]を仮校舎とする。
- 1874年（明治7年） - 大矢学校に改称する。
- 1875年（明治8年）1月 - 
  - 　大矢村、勝原村が合併し、大原村が発足。同時に大矢学校が大原学校に改称する。
  - 上苅安村、下苅安村、新羽根村、野尻村、福野村が合併し、白山村が発足。同時に福野地区が大矢学校から白山学校に移る。
- 1882年（明治15年） - 新築移転。
- 1886年（明治19年） - 大原学校が大原簡易科小学校に改称する。
- 1888年（明治21年）
  - 1月23日 - 類焼により白山簡易科小学校校舎が全焼。白山簡易科小学校は一時休校を余儀なくされる。
  - 4月 - 白山簡易科小学校が休校となり、再建まで白山村の児童は大原簡易科小学校に委託される。
- 1889年（明治22年）4月 - 白山簡易科小学校が再建され、大原簡易科小学校への委託を解消。このころ、大原尋常小学校に改称する。
- 1897年（明治30年）4月1日 - 梅原村、三戸村、白山村、大原村が合併し、下川村が発足。
- 1898年（明治31年）
  - 3月 - 白山尋常小学校、大原尋常小学校、梅原尋常小学校を統合し、下川尋常小学校となる。大原尋常小学校は廃校。
  - 9月 - 白山尋常高等小学校に改称する。
  - 12月 - 白山尋常高等小学校[注釈 3]大原分校として復活。
- 1900年（明治33年） - 大原分教場に改称する。
- 1941年（昭和16年）4月1日 - 白山国民学校大原分教場に改称する。
- 1947年（昭和22年）4月 - 下川村立下川小学校大原分校に改称する。
- 1954年（昭和29年）11月1日 - 嵩田村と下川村が合併し、美並村が発足。同時に美並村立下川小学校大原分校に改称する。
- 1970年（昭和45年）3月 - 高山小学校と統合し、三城小学校の新設により廃校。三城小学校大原分教室となる。
- 1971年（昭和46年）3月25日 - 大原分教室を廃止。